# Laglesie San Leopoldo
Laglesie San Leopoldo (Leopoldskirchen in tedesco, Lipalja Vas in sloveno, La Glesie in friulano) è una frazione del comune italiano di Pontebba nella Val Canale nella regione Friuli-Venezia Giulia, e già comune autonomo fino al fascismo.
Al censimento del 21 ottobre 2001 contava 144 abitanti.

## Geografia fisica
La Leopoldskirchen della monarchia asburgica era la porta di accesso alla valle. Lo storico Piemonte descrisse il luogo con le sue circa 70 case e la chiesa come una tipica immagine del villaggio della Carinzia. Il posto si trova a circa tre chilometri a est di Pontebba nella Valle del Canale.
Il centro abitato è sito a 607 m sul livello del mare.

## Storia
Laglesie San Leopoldo è un antico insediamento nella val Canale. Nel Medioevo c'era già un ospizio e una stazione di ristoro per coloro che passavano. Gli abitanti vivevano di agricoltura e zootecnia. Ogni casa aveva i suoi diritti di acquisto del legno e diritti di pascolo. Il luogo era originariamente chiamato Diepoldskirchen, dal nome di un possibile fondatore di nome Dietbold. Dopo essere citato anche come  Diebholzkirchen, il posto fu ribattezzato Leopoldskirchen (Lipala Ves). 
Dopo la prima guerra mondiale e l'incorporazione in Italia il luogo ottenne il nome di San Leopoldo Alaglesie. Nel 1928, il comune fu soppresso e aggregato a Pontebba.
I nomi più comuni in Leopoldskirchen erano: Franzil, Grilz, Karnel, Klaura, Kovatsch, Nagelschmied, Themel, Tributsch, Trink, Seger, Willache e Zimmermann.

## Lingua
La maggior parte dei residenti parlava come madrelingua sloveno e in parte leggermente minoritaria tedesco.

## Chiesa
Il vescovo Otto von Bamberg donò la chiesa di St. Gertraud a Leopoldskirchen nel 1106 o nel 1139.
Inizialmente era chiesa della pieve di Uggowitz, in seguito di Pontafel.

## Popolazione
Nel 1925 la cittadina contava ancora 343 abitanti. Nel 1939 ai tempi delle  opzioni italo-tedesche c'erano ancora 240 persone.
Nel 1995 c'erano ancora 150 persone che vivevano a Laglesie San Leopoldo. Oggi solo poche famiglie di lingua slovena o tedesca vivono permanentemente nel villaggio, sebbene in molti casi siano ancora i proprietari di immobili. Molte famiglie del Canal del Ferro e della vicina Carnia hanno rilevato le loro fattorie per lo più piccole.